# Abraham Wheloc
Abraham Wheloc (Whitchurch, Shropshire, 1593 - 1653) est un linguiste anglais et le premier professeur d'arabe à l'université de Cambridge à partir de 1632. Wheelocke est bibliothécaire de la Public Library (Cambridge University Library) et enseigne également le vieil-anglais. C'est lui qui produit la première édition de la version vieil-anglaise de l’Histoire ecclésiastique du peuple anglais de Bède le Vénérable avec la Chronique anglo-saxonne. Dans cette même édition parait également — pour la première fois en Angleterre — la version latine d'origine de l'Histoire ecclésiastique de Bède en face de la version vieil-anglaise avec, en supplément, un recueil de lois anglo-saxonnes. Beaucoup de notes de cette édition de 1643 (augm. 1644) sont tirées des homélies vieil-anglaises d'Ælfric d'Eynsham, traduites en latin par Wheelocke.

## Sources
Sources primaires
- Abraham Wheloc (éd.), Quatuor evangeliorum domini nostri Jesu Christi versio Persica Syriacam & Arabicam suavissimè redolens[3], édition trilingue des Quatre Évangiles.
- Abraham Wheelock (éd.), Historiae ecclesiasticae gentis Anglorum libri V a venerabili Beda presbytero scripti. Cambridge : Roger Daniel, 1643 ; éd. augm. 1644 (textes en latin et vieil-anglais, avec notes et textes supplémentaires).

Études
- Graham, Timothy. « Anglo-Saxon Studies: Sixteenth to Eighteenth Centuries », in A Companion to Anglo-Saxon Literature, dir. Phillip Pulsiano et Elaine Treharne. Oxford : Blackwell, 2001, pp. 415-33.
- Graham, Timothy, dir. The Recovery of Old English: Anglo-Saxon Studies in the Sixteenth and Seventeenth Centuries. Kalamazoo : Medieval Institute Publications, 2000.
- Chai-Elsholz, Raeleen. « 'Painted with the Colour of Ancientie' : two early-modern versions of Bede's Historia Ecclesiastica », in The Medieval Translator / Traduire au Moyen Âge 10, dir. Jacqueline Jenkins et Olivier Bertrand. Turnhout : Brepols, 2007, pp. 179-91.
- Oates, J.C.T. Cambridge University Library. I. From the Beginnings to the Copyright Act of Queen Anne, London : Cambridge University Press, 1986.
- Murphy, Michael. « Abraham Wheloc's Edition of Bede's History in Old English », in Studia Neophilologica 39 (1967): 46-59.
- Adams, Eleanor N. Old English Scholarship in England from 1566-1800, Yale Studies in English 55 (1917) ; réimpr. New Haven: Yale University Press, 1970.